# Stazione di Agropoli-Castellabate
Stazione di Agropoli-Castellabate vasútállomás Olaszországban, mely Agropoli és Castellabate településeket szolgálja ki.

## Vasútvonalak
Az állomást az alábbi vasútvonalak érintik:
- Battipaglia–Reggio di Calabria-vasútvonal

## Kapcsolódó állomások
A vasútállomáshoz az alábbi állomások vannak a legközelebb:
- Stazione di Omignano-Salento
- Stazione di Paestum